# Старые Ранчицы
Старые Ранчицы (бел. Стары́я Ра́нчыцы) — деревня в Бешенковичском районе Витебской области Белоруссии. В составе Верхнекривинского сельсовета.

## География
Находится в 2,8 км к юго-востоку от райцентра Бешенковичи на левом берегу реки Кривинка.

## Этимология
Топонимика не располагает достоверными сведениями о происхождении названия Старые Ранчицы. На картах 3-верстовке и 1-верстовке присутствуют названия: Старое Ранчище и Ранчища. Некоторые считают, что название происходит от слова В.Н. Тришин. рачница // Словарь синонимов ASIS.. — 2013. или Рачнище, которое означает снаряжение для ловли раков или место богатое раками. Следовательно деревня занималось изготовлением снаряжения или же промыслом раков.

## История
История деревни напрямую связана с возникновением Бешенковичей, которые впервые упомянуты в 1447 году. В известных летописях не упоминалась.
В конце 1800 начале 1900 существовали дворы на правом берегу реки. В настоящее время их нет, но присутствуют камни и кирпичи фундамента.

## Население
На 2015 год в деревне находится около 56 жилых и нежилых домов, в которых проживают 136 человек. Состав деревни многонационален: белорусы, русские, украинцы. В связи с вооруженным конфликтом на востоке Украины в деревню, в качестве беженцев, прибыло 2 семьи к своим родственникам. Спустя пару месяцев одной из семей выделили жилье в соседней деревне. В Старых Ранчицах 5 дачных участков.

## Экономика
В Старых Ранчицах отсутствуют какие-либо промышленные предприятия. Большая часть населения — пенсионеры или люди предпенсионного возраста. Работают люди, в основном, на предприятиях Бешенковичей или в соседних деревенских колхозах. В каждом жилом дворе имеются домашняя живность: куры, утки, овцы или же коровы. Население занимается выращиванием: картофеля, ржи, капусты, моркови, свёклы, помидоров, яблок, вишен, груш, клубники и другими свойственными для этого региона видами овощей, ягод и фруктов.

## Транспорт
Старые Ранчицы связаны с районным центром Бешенковичи автобусным маршрутом, рейс 1 раз в день. Также добраться до райцентра можно из соседней деревни Верхнее Кривино. Расстояние до Бешенковичей — 2,8 километра.
В 500 метрах от деревни проходит автодорога: магистраль М3 (Минск — Витебск), а через 1,5 километра, в деревне Верхнее Кривино — Р113 (Сенно — Ушачи).

## Достопримечательности и памятные места
Одной из самых важных достопримечательностей Старых Ранчиц является мелиоративный шлюз на реке Кривинка.
Шлюз был поставлен в 1986 году для орошения близлежащих полей. Но с развалом СССР шлюз перестали эксплуатировать, а насосную станцию рядом с ним разворовали.